# Коновалов, Илья Валерьевич
Илья Валерьевич Коновалов (4 марта 1971, Любимовка, Большесолдатский район, Курская область, РСФСР, СССР) — российский легкоатлет, выступавший в метании молота. Бронзовый призёр чемпионата мира 2001 года.

## Биография
Илья Коновалов родился в селе Любимовка Большесолдатского района Курской области. Впоследствии семья переехала в Курск.
Окончил курскую школу №44.
Занимался метанием молота, выступал за «Урожай», Вооружённые силы и «Динамо» из Курска. Первый тренер — известный курский специалист Олег Дятлов, после его смерти занимался под началом старшего брата Андрея Коновалова.
В 1989 году впервые вошёл в сборную страны.
Шесть раз выигрывал чемпионат России: четыре раза летний (1995, 1999, 2002—2003), два раза — зимний (1997, 2004).
В 1995 году одержал первую международную победу, выиграв Кубок Европы, проходивший в Вильнёв-д'Аске, с результатом 79,66 метра. Он опередил ближайшего преследователя украинца Вадима Колесника на 2,66 метра. В 1998 году выиграл серебро на Кубке Европы в Санкт-Петербурге, показав результат 79,68 метра и уступив немцу Хайнцу Вайсу только по дополнительному показателю.
В 2001 году завоевал бронзовую медаль на чемпионате мира в Эдмонтоне, метнув молот на 80,27 метра.
В 1997 году стал бронзовым призёром летней Универсиады в Катании, показав результат 76,16 метра. В 1998 году завоевал бронзу на Играх доброй воли в Юниондейле.
Коновалов — первый курский спортсмен, участвовавший в трёх Олимпийских играх.
В 1996 году вошёл в состав сборной России на летних Олимпийских играх в Атланте. Занял 6-е место в метании молота, послав снаряд в последней попытке финала на 78,72 метра.
В 2000 году вошёл в состав сборной России на летних Олимпийских играх в Сиднее. Занял 5-е место в метании молота с результатом 78,56 метра, показанным в первой попытке. Коновалов уступил 61 сантиметр бронзовому призёру белорусу Игорю Астапковичу.
В 2004 году вошёл в состав сборной России на летних Олимпийских играх в Афинах. Не смог преодолеть квалификацию, показав 13-й результат (76,36), тогда как в финал выходили 12 лучших метателей.
В 2006 году завоевал бронзовую медаль на Кубке мира в Афинах с результатом 77,14 метра.
В 2007 году был дисквалифицирован на два года после обнаружения ацетазоламида в его допинг-пробе, взятой на соревнованиях в Курске. 
Заслуженный мастер спорта России. 
Живёт в Курске. Работает директором детско-юношеской спортшколы №6.

## Личный рекорд
Метание молота — 82,28 (2003)

## Семья
Отец Валерий Ильич, мать Ирина Ивановна. Оба занимались лёгкой атлетикой, волейболом, баскетболом.
Жена Ольга, сыновья Михаил, Виктор, дочь Мария.